# Seac Pai Van
La Seac Pai Van, en chinois 石排灣, en portugais Baía da Seac Pai Van, est une ancienne baie de Chine située entre les îles de Coloane et Taipa, à Macao. Elle a été comblée par des terre-pleins et forme depuis la zone de Cotai.

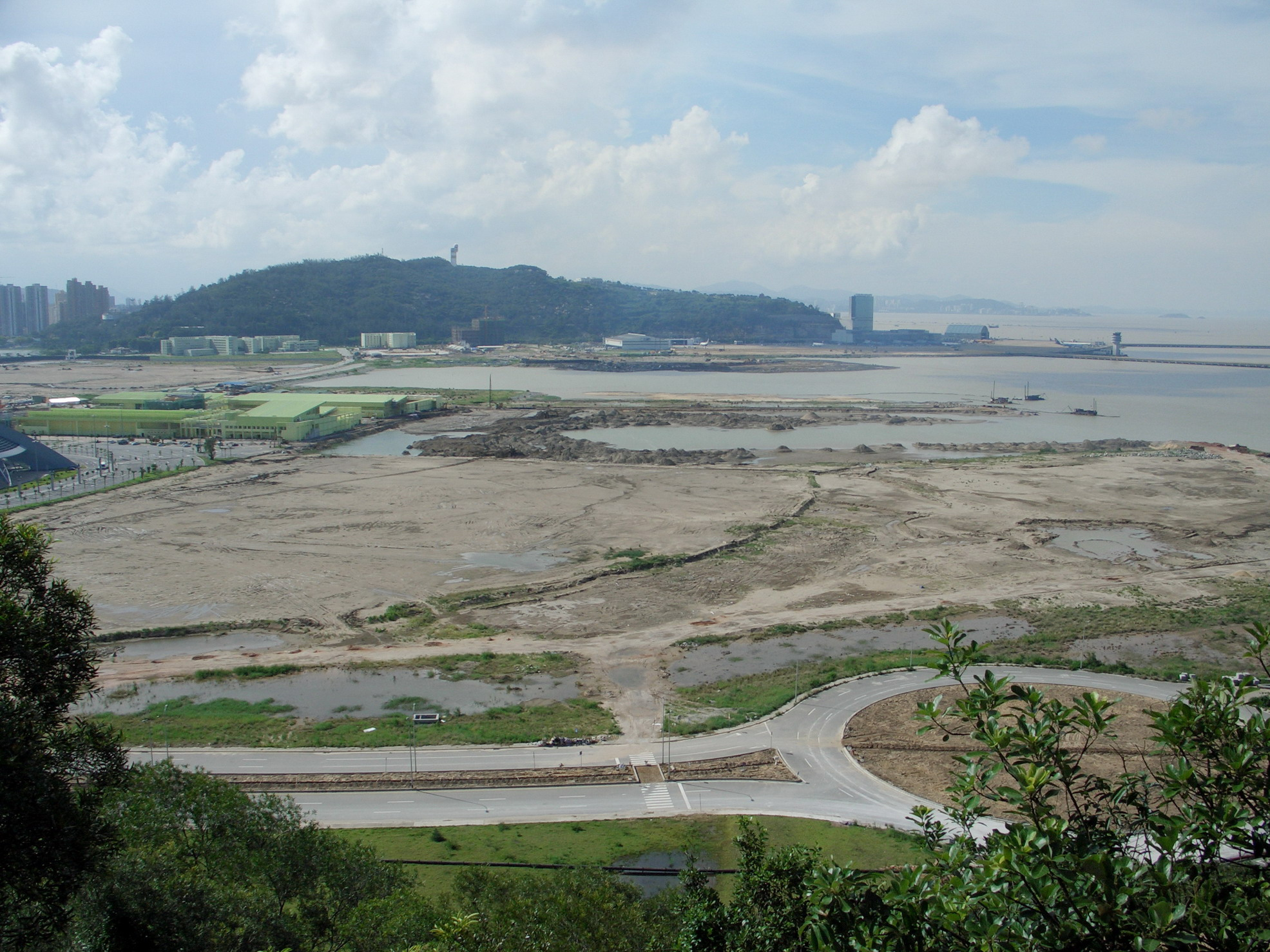
Remblaiement de la Seac Pai Van pour former la zone de Cotai en 2005.